# Negro sobre negro
Negro sobre negro es una novela de viajes escrita por Ana Briongos en 1996.
La autora nos cuenta su experiencia personal en Irán, en un segundo viaje realizado 20 años después de su primera estancia, cuando vivió en el país mientras estudiaba en la Universidad de Teherán. Su visión del Irán del Shah y del Irán posrevolucionario a través de los personajes, sus amigos, reencontrados después de revolución y guerra, es esclarecedora.
El título del libro hace referencia al petróleo, al caviar y al chador que llevan las mujeres.
Publicada en inglés por Lonely Planet con el título Black on Black, Iran Revisited, fue finalista del premio Thomas Cook en 2001.
- Datos: Q6039439